# Staatsaufsicht
Unter Staatsaufsicht versteht man in Deutschland die Zuständigkeit und Befugnis staatlicher Stellen (Aufsichtsbehörden, Aufsichtssubjekte), andere nicht unmittelbar staatliche Stellen (Beaufsichtigte, Aufsichtsobjekte) zu beobachten und zu beeinflussen. Aufsichtsrecht ist die Befugnis von Aufsichtsberechtigten, Aufsichtshandlungen durch Vorschriften allgemeiner Art (z. B. Verwaltungsvorschriften) und Einzelmaßnahmen (z. B. Verwaltungsakte, Anweisungen und andere direkte Handlungen) vorzunehmen. Unter Staatsaufsicht stehen juristischen Personen des öffentlichen Rechts und juristische und natürliche Personen des Privatrechts, die öffentliche Verwaltungsaufgaben wahrnehmen (mittelbare Staatsverwaltung).
Eine Staats-Aufsicht über die Organe unmittelbarer Staatsverwaltung kann es nicht geben, denn hierfür reicht die Aufsichts- und Anweisungsbefugnis der jeweiligen vorgesetzten Behörde an die nachgeordnete Behörde aus. So gibt es keine Staatsaufsicht über die Überwachungsverwaltung, z. B. die Beobachtung von Zivilpersonen durch die Polizei oder dazu gesetzlich ermächtigte Geheimdienste (früher: Untertanenaufsicht, polizeiliche Überwachung) oder -organisationen (z. B. Wirtschaftsaufsicht), solange Polizei und Geheimdienste Behörden in der unmittelbaren staatlichen Verwaltungs-Hierarchie sind.
Unter Staatsaufsicht stehen alle Verwaltungsträger (ob öffentlich-rechtlich organisierte juristischen Personen [des öffentlichen Rechts] oder privatrechtlich Organisierte), soweit sie öffentliche Aufgaben wahrnehmen (mittelbare Staatsverwaltung) und nicht durch besondere gesetzliche Bestimmungen unabhängig sind (z. B. bei bestimmten Prüfungen). Die Aufsicht kann aus der Rechtsaufsicht (z. B. Rechtmäßigkeit der Verwaltung) oder auch der fachlichen Aufsicht bestehen (sog. Fachaufsicht); das hängt von der jeweiligen gesetzlichen Bestimmung ab. Häufig wird die Ansicht vertreten, die Aufsicht sollte zurückhaltend (nicht mehr als nötig), aber auch nachdrücklich (ggf. Zwangsmittel) sein (Sensibel z. B. bei besonderem Schutzbedürfnis großer Teile der Öffentlichkeit – Atomaufsicht). Diese Regeln richten sich häufig jedoch nur dann nach dem allgemeinen Aufsichtsrecht, wenn besondere Vorschriften darüber nicht bestehen.

## Aufsichtsobjekte und -subjekte
1. Die Aufsicht bestimmter Staatsorgane (Aufsichtsbehörden) über andere Behörden. Oft, nicht ganz treffend, Dienstaufsicht genannt (daher auch die Dienstaufsichtsbeschwerde: ein Appell an die Aufsichtsbehörde, die von ihr beaufsichtigte Behörde zu beeinflussen).
a. Eine besonders populäre Aufsicht ist die über die mittelbare Staatsverwaltung, insbesondere über Selbstverwaltungsorgane, z. B. die Kommunalaufsicht, deren Zuständigkeiten, Befugnisse und Rechte meist in den gemeindeverfassungsrechtlichen Vorschriften (Gemeindeordnungen) geregelt sind. So ist die Aufsicht staatlicher Organe (z. B. Landräte, Regierungspräsidien, Innenminister) über Gemeinden, Städte, Kreise und höhere Kommunalverbände (z. B. Landschaftsverbände, Landeswohlfahrtsverband usw.) eine Staatsaufsicht.
b. Daneben auch die Selbstverwaltungsorgane berufsständischer Vereinigungen (z. B. Kammern): für freie Berufe (Apothekerkammern, Architektenkammern, Ärztekammern, Bundeslotsenkammer, Bundesnotarkammer, Bundesrechtsanwaltskammer, Ingenieurkammern (für beratende Ingenieure), Notarkammern, Patentanwaltskammer, Pflegekammern, Psychotherapeutenkammern, Rechtsanwaltskammern, Steuerberaterkammern, Tierärztekammern, Wirtschaftsprüferkammern, Zahnärztekammern), Gewerbe (Handwerkskammern, Industrie- und Handelskammern), Landwirtschaft (Landwirtschaftskammern), Arbeitnehmer (Arbeitnehmerkammer Bremen, Arbeitskammer des Saarlandes) usw. und die Sozialversicherungsträger: Renten-, Kranken-, Unfallversicherung.
2. Die Aufsicht über Private, denen Zuständigkeiten und staatliche Befugnisse verliehen wurden (Beliehene, früher auch: beliehene Unternehmer): Bezirksschornsteinfegermeister, Verwertungsgesellschaften (z. B. VG Wort, VG Bild-Kunst).

## Aufsichtsmittel
Die Aufsichtsmittel sind im Allgemeinen, sich zu unterrichten, an Ort und Stelle zu prüfen und zu besichtigen sowie Berichte anzufordern. Im Einzelnen wird weiter differenziert:

### 1. Nicht-eingreifende Mittel
a. die Beobachtung durch Hinweise aus öffentlichen Quellen (Presse) und der Bevölkerung (Beschwerden und Petitionen),
b. die Unterrichtung durch das Anfordern von Berichten (Informationspflicht über die Aufsichtsobjekte),
c. die Untersuchung durch Akteneinsicht (Visitationsrecht und ggf. -pflicht) oder Augenschein und Vernehmung der Amtswalter an Ort und Stelle.

### 2. Regelnde Aufsichtsmittel
der Erlass abstrakt-genereller (ggf. Rechtsverordnungen) oder konkret-individueller Verwaltungsvorschriften (Anweisungen, ggf. Verwaltungsakte).

### 3. Eingreifende Aufsichtsmittel
a. die Beanstandung von rechtsfehlerhaften Entscheidungen, meist durch förmliche Verfügung (Beanstandungsverfügung),
b. die Aufhebung der Maßnahme durch Aufhebungsverfügung (z. B. § 138 HGO),
c. bei Kollegialorganen die Auflösungsverfügung, z. B. bei dauernder Beschlussunfähigkeit bzw. die Anordnung einer Neuwahl.

### 4. Verrichtende Aufsichtsmittel
a. die Ersatzvornahme durch einen Dritten auf Kosten des beaufsichtigten Organs,
b. die kommissarische Organwaltung durch einen Staatskommissar (Staatsbeauftragten).

## Rechtsschutz
Der Rechtsschutz gegen Aufsichtsmittel ist nach Art und Umfang der Aufsicht verschieden. Innerhalb der staatlichen Behörden (Verwaltungshierarchie) gibt es so gut wie keinen Rechtsschutz, da eigene rechtliche Interessen der beaufsichtigten Behörde nicht bestehen (die Behörde hat regelmäßig keine eigenen Rechte). Gegen Aufsichtsmittel, die sich gegen Behörden richten, deren Verwaltungsträger eine eigene Rechtspersönlichkeit hat (z. B. Anstalten, Körperschaften oder Stiftungen des öffentlichen Rechts), und die dessen Rechte beeinträchtigt, ist Rechtsschutz durch (Anfechtung) prinzipiell möglich.